# طوفان خورشیدی ۲۰۱۲

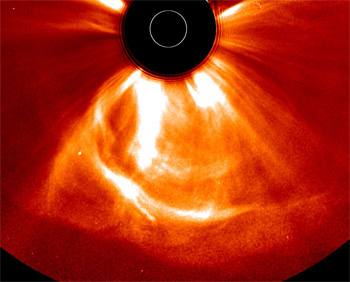
نگاره ای از طوفان خورشیدی ژوئیه ۲۰۱۲. شرح: این تصویر در ۲۳ ژوئیه ۲۰۱۲ در ساعت ۱۲:۲۴ بامداد به وقت EDT گرفته شده است که یک پرتاب جرم تاجی را نشان می دهد که خورشید را با شتاب غیرمعمول بیش از ۱۸۰۰ مایل در ثانیه ترک می کند .(گرفته شده بدست ناسا)

طوفان خورشیدی ۲۰۱۲ (انگلیسی: Solar storm of 2012) گونه‌ای قوی و خطرناک جرقه خورشیدی بود که در ۲۳ ژوئیه ۲۰۱۲ برابر با یک مرداد ۹۱ بود که با فاصله تقریبی ۹ روز از زمین عبور کرد که در صورت برخورد مشکلات جدی را به وجود می‌آورد. طوفان خورشیدی ۱۸۵۹ که به زمین اصابت کرد منجر به قطعی گسترده در خطوط تلگراف در سراسر جهان شد.